# Salvo (Caroline du Nord)
Pour les articles homonymes, voir Salvo (homonymie).
Salvo est une census-designated place américaine située dans le comté de Dare dans l'État de Caroline du Nord.

## Démographie
| 2000 | 2010 | - | - | - | - |
| ---- | ---- | - | - | - | - |
| 339  | 229  | - | - | - | - |